# Élections législatives autrichiennes de 1956
Les élections législatives autrichiennes de 1956 (Nationalratswahl in Österreich 1956, en allemand), se sont tenues le 13 mai 1956, en vue d'élire les 165 députés du Conseil national, pour un mandat de quatre ans.
Le Parti populaire autrichien remporte les élections devant le Parti socialiste d'Autriche, et accroit même sa part des sièges au Conseil. 

## Contexte
Julius Raab est chancelier ÖVP depuis 1953.

## Mode de scrutin

Carte des neuf Länder.

L'Autriche est une république semi-présidentielle dotée d'un parlement bicaméral.
Sa chambre basse, le Conseil national (en allemand : Nationalrat), est composée de 165 députés élus pour cinq ans selon un mode de scrutin proportionnel de liste bloquées dans neuf circonscriptions, qui correspondent aux Länder, à raison de 7 à 36 sièges par circonscription selon leur population. Elles sont ensuite subdivisées en un total de 43 circonscriptions régionales.
Le seuil électoral est fixé à 4 % ou un siège d'une circonscription régionale. La répartition se fait à la méthode de Hare au niveau régional puis suivant la méthode d'Hondt au niveau fédéral.
Bien que les listes soit bloquées, interdisant l'ajout de noms n'y figurant pas, les électeurs ont la possibilité d'exprimer une préférence pour un maximum de trois candidats, permettant à ces derniers d'être placés en tête de liste pour peu qu'ils totalisent un minimum de 14 %, 10 % ou 7 % des voix respectivement au niveau régional, des Länder, et fédéral. Le vote, non obligatoire, est possible à partir de l'âge de 19 ans.

## Partis et têtes de liste
| Parti | Parti                                                           | Idéologie                                                      | Tête de liste                             | Résultat en 1953                 |
| ----- | --------------------------------------------------------------- | -------------------------------------------------------------- | ----------------------------------------- | -------------------------------- |
|       | Parti socialiste d'Autriche Sozialistische Partei Österreichs   | Centre gauche Social-démocratie, progressisme                  | Adolf Schärf (Ministre sans portefeuille) | 42,1 % des voix 73 députés       |
|       | Parti populaire autrichien Österreichische Volkspartei          | Centre droit Démocratie chrétienne, conservatisme, libéralisme | Julius Raab (Chancelier fédéral)          | 41,3 % des voix 74 députés       |
|       | Parti de la liberté d'Autriche Freiheitliche Partei Österreichs | Extrême droite Nationalisme, conservatisme, euroscepticisme    | Anton Reinthaller                         | 10,9 % des voix 14 députés (VDU) |

## Résultats

### Fédéral
| Parti | Parti                                      | Suffrages | Suffrages | Suffrages | Sièges  | Sièges |
| Parti | Parti                                      | Voix      | %         | +/-       | Députés | +/-    |
| ----- | ------------------------------------------ | --------- | --------- | --------- | ------- | ------ |
|       | Parti populaire autrichien (ÖVP)           | 1 999 986 | 45,96     | 4,70      | 82      | 8      |
|       | Parti socialiste d'Autriche (SPÖ)          | 1 873 295 | 43,05     | 0,94      | 74      | 1      |
|       | Parti de la liberté d'Autriche (FPÖ)       | 283 749   | 6,52      | 4,43      | 6       | 8      |
|       | Communistes et socialistes de gauche (KuL) | 192 438   | 4,42      | 0,86      | 3       | 1      |
|       | Autres                                     | 2 440     | 0,06      | N/A       | 0       | N/A    |

### Par Land
| Land           | ÖVP            | SPÖ  | FPÖ  | KuL |     |
| Land           | %              | %    | %    | %   |     |
| -------------- | -------------- | ---- | ---- | --- | --- |
| Land           | Basse-Autriche | 51,8 | 41,2 | 2,9 | 4,0 |
| Burgenland     | 49,2           | 46,0 | 3,0  | 1,9 |     |
| Carinthie      | 33,7           | 48,1 | 15,1 | 3,1 |     |
| Haute-Autriche | 50,4           | 40,3 | 7,1  | 2,2 |     |
| Salzbourg      | 47,2           | 36,1 | 14,4 | 0,2 |     |
| Styrie         | 45,6           | 44,0 | 6,9  | 3,5 |     |
| Tyrol          | 62,9           | 29,6 | 6,0  | 1,5 |     |
| Vienne         | 35,9           | 49,7 | 5,6  | 8,5 |     |
| Vorarlberg     | 60,8           | 26,8 | 10,3 | 2,1 |     |

### Analyse
Le Parti populaire autrichien qui rate d'un seul siège la majorité absolue obtient 45,96 % des voix. Le Parti socialiste d'Autriche obtient 43,05 %.

### Conséquences
La coalition est reconduite au pouvoir, Julius Raab reste chancelier.